# Ardengost
Ardengost ist eine französische Gemeinde mit 12 Einwohnern (Stand 1. Januar 2022) im Département Hautes-Pyrénées in der Region Okzitanien (vor 2016: Midi-Pyrénées). Sie gehört zum Arrondissement Bagnères-de-Bigorre und zum Kanton Neste, Aure et Louron.
Die Einwohner werden Ardengostois und Ardengostoises genannt.

## Geographie
Ardengost liegt circa 26 Kilometer südöstlich von Bagnères-de-Bigorre in der historischen Provinz Quatre-Vallées im Südosten des Départements.
Umgeben wird Ardengost von den fünf Nachbargemeinden:
| Beyrède-Jumet-Camous | Sarrancolin                                 |         |
| Fréchet-Aure         | Kompassrose, die auf Nachbargemeinden zeigt | Ferrère |
|                      | Jézeau                                      |         |

Ardengost liegt im Einzugsgebiet des Flusses Garonne.
Der Ruisseau d’Ardengost, ein Nebenfluss der Neste, entspringt auf dem Gebiet der Gemeinde ebenso wie seine Nebenflüsse,
- der Couret d’O,
- der Agalé de Pradet und
- der Ruisseau Agalé de la Lit.[2]

## Toponymie
Der okzitanische Name der Gemeinde heißt Ardengòst. Es gibt mehrere Theorien über den Ursprung des Namens. Er stammt wahrscheinlich aus der Wortwurzel Ardeng aquitanischen Ursprungs und mit unbekannter Bedeutung und dem aquitanischen Suffix -ost.
Der Spitznamen der Gemeinde lautet Eths arrabassèrs (deutsch die Bauern und Esser von Rüben).
Toponyme und Erwähnungen von Ardengost waren:
- De Ardengosto (1387, Kirchenregister des Comminges),
- Ardengost (1750, Karte von Cassini).[3][4]

## Einwohnerentwicklung
Nach Beginn der Aufzeichnungen stieg die Einwohnerzahl bis zur Mitte des 19. Jahrhunderts auf einen Höchststand von rund 200. In der Folgezeit sank die Größe der Gemeinde bei kurzen Erholungsphasen bis zu den 1990er Jahren auf rund 10 Einwohner und sie sich auf diesem Niveau stabilisieren konnte.
| Jahr      | 1962 | 1968 | 1975 | 1982 | 1990 | 1999 | 2006 | 2011 | 2022 |
| --------- | ---- | ---- | ---- | ---- | ---- | ---- | ---- | ---- | ---- |
| Einwohner | 30   | 23   | 19   | 19   | 11   | 16   | 16   | 14   | 12   |

## Pfarrkirche Saint-Pierre-aux-Liens

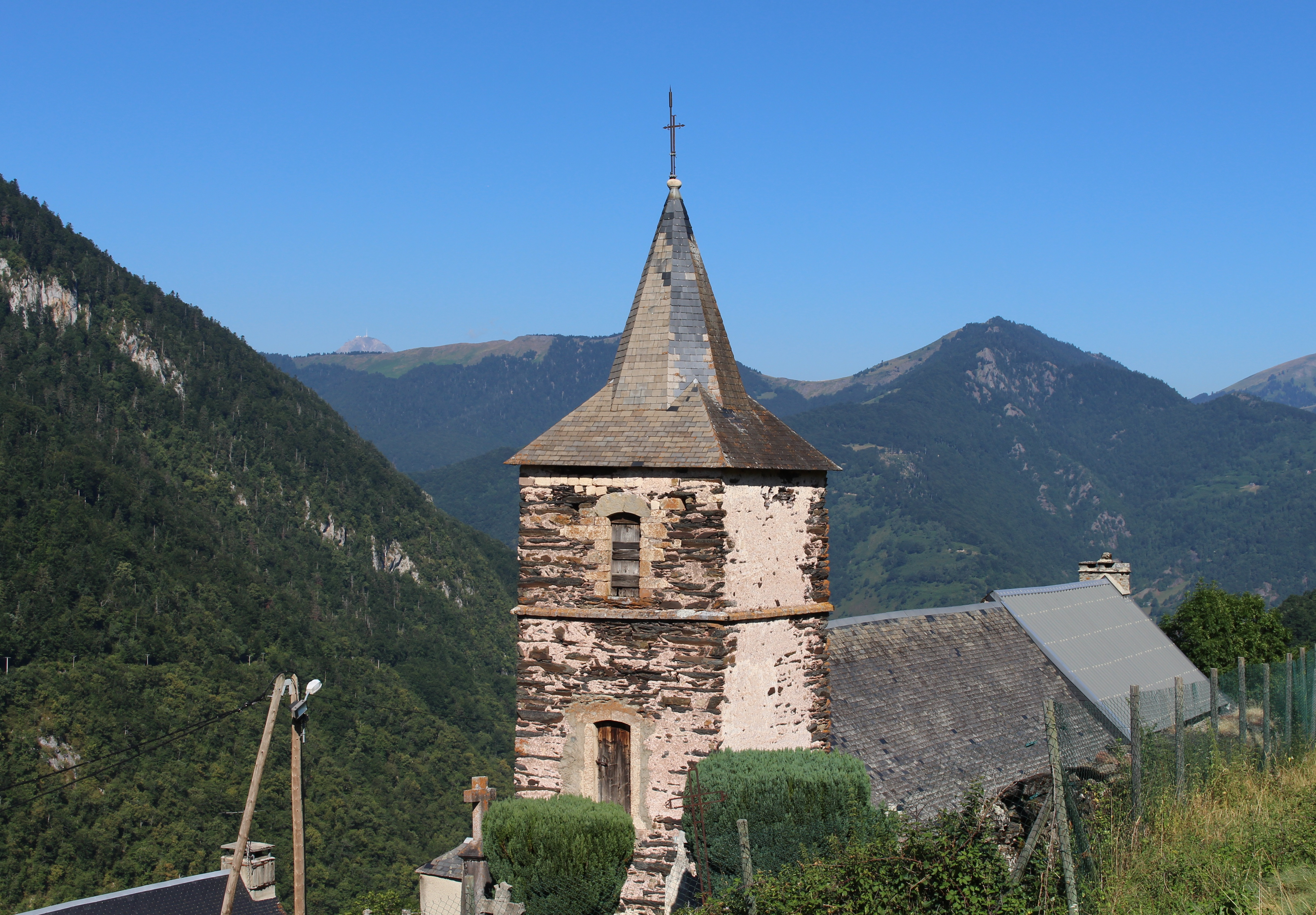
Pfarrkirche Saint-Pierre-aux-Liens

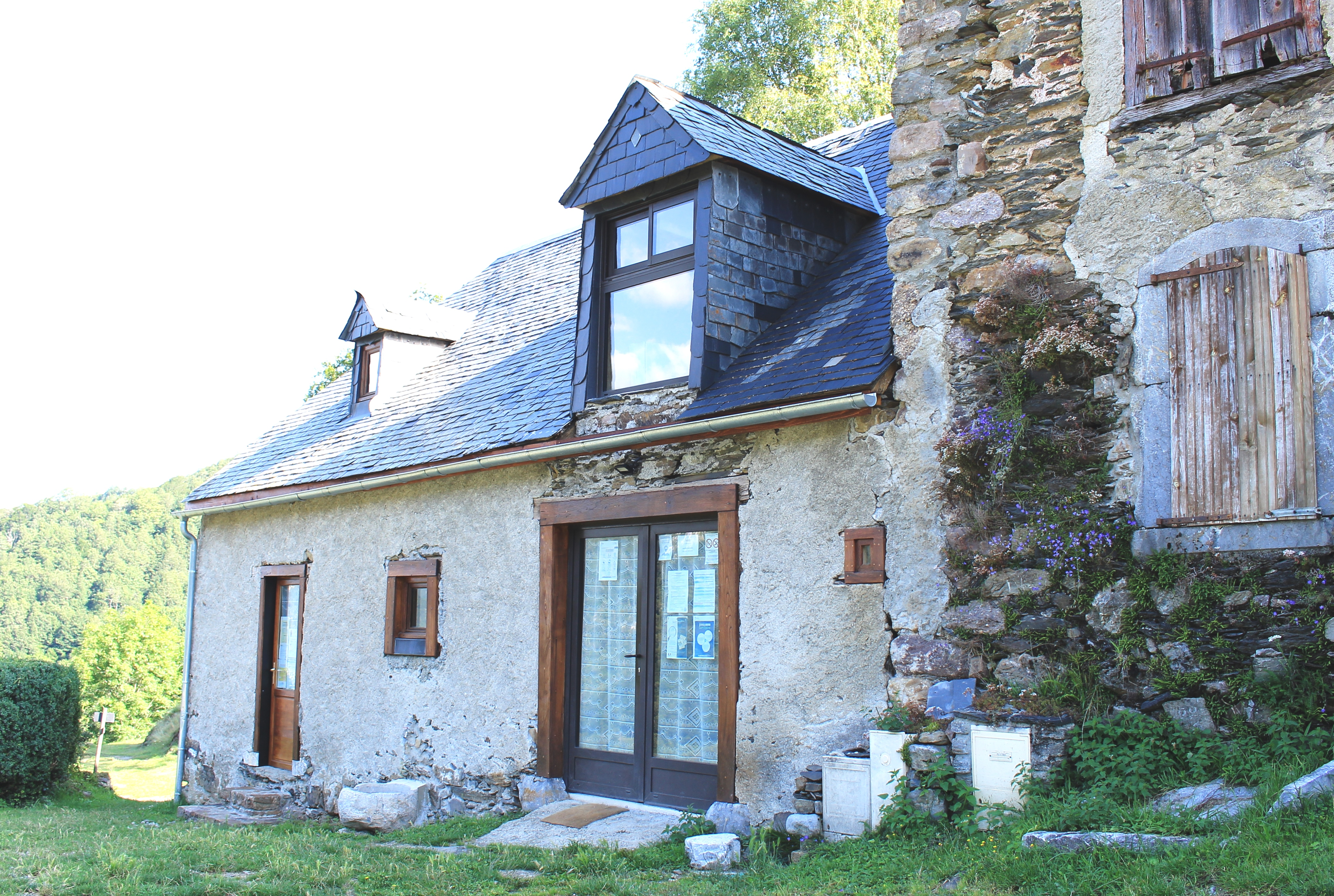
Rathaus (mairie)

Die Kirche ist im 16. und im 18. Jahrhundert neu gebaut worden. Im Jahre 1996 wurde sie restauriert. Ihr einschiffiges Langhaus ist mit einem Tonnengewölbe ausgestattet. Das 1762 gebaute Eingangsportal an der Südseite ist durch eine Vorhalle geschützt. Die Sakristei befindet sich am Fuß des Glockenturms. Eines der Weihwasserbecken datiert aus dem Mittelalter. Der Hauptaltar im barocken Stil mit Tabernakel und Altarretabel stammt aus dem 18. Jahrhundert, die Chorbank aus dem 17. Jahrhundert. Statuen aus vergoldetem Holz mit der Darstellung der heiligen Anna und Marias mit Jesuskind sind im 17. Jahrhundert bzw. im 14. Jahrhundert entstanden.

## Wirtschaft und Infrastruktur
Ardengost liegt in den Zonen AOC der Schweinerasse Porc noir de Bigorre und des Schinkens Jambon noir de Bigorre.

### Verkehr
Ardengost ist erreichbar über die Route départementale 19, die im Zentrum der Gemeinde endet.